# Drosophila rubra
Drosophila rubra este o specie de muște din genul Drosophila, familia Drosophilidae, descrisă de Sturtevant în anul 1927.
Este endemică în Filipine. Conform Catalogue of Life, specia Drosophila rubra nu are subspecii cunoscute.